# Mario Almondo
Mario Almondo (ur. 17 września 1964 w Turynie) – włoski inżynier, od 2008 roku pracuje w Gestione Industriale w Ferrari.

## Życiorys
Studiował inżynierię i zarządzanie w przemyśle na Politecnico di Milano. Po ukończeniu studiów był wykładowcą, następnie odbył służbę wojskową. Pracował w przemyśle.
W 1991 roku dołączył do Ferrari. Pracował na wielu różnych stanowiskach, w dziale samochodów drogowych i sportu. W 1995 roku awansował na stanowisko dyrektora przemysłowego i pracował przy produkcji samochodów Formuły 1 Scuderia Ferrari.
W 2006 roku Mario Almondo rozpoczął pracę na stanowisku dyrektora technicznego Scuderia Ferrari, w listopadzie 2007 roku został przeniesiony na stanowisko szefa operacyjnego zespołu. W 2008 roku przeniósł się do Gestione Industriale w Ferrari.

## Odznaczenia
5 października 2004 roku otrzymał Order Zasługi Republiki Włoskiej IV Klasy.

## Życie prywatne
W 1992 roku poślubił Alessandrę Landi, ma dwoje dzieci Marco i Matteo. Lubi sztukę, piłkę nożną, sporty i jazdę na rowerze.